# Чилийский музей доколумбова искусства

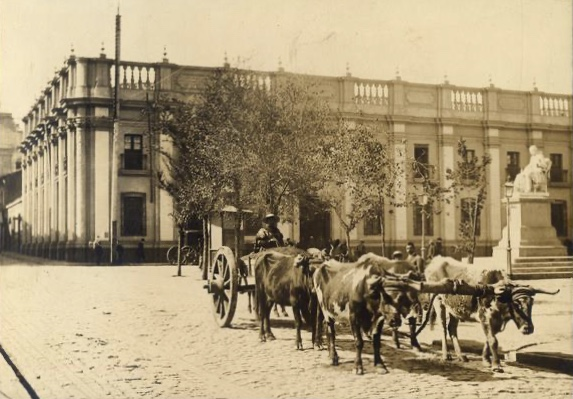
Фотография 1900 г. дворца, где позднее был размещён музей

Чилийский музей доколумбова искусства, исп. Museo Chileno de Arte Precolombino — музей, посвящённый изучению памятников доколумбовых культур и их искусства. В музее широко представлены археологические находки из различных регионов Месоамерики и Южной Америки, охвачены практически все доколумбовы культуры южнее США. Расположен в центре города Сантьяго, столицы Чили.
Музей основал известный чилийский архитектор и собиратель древностей Серхио Ларраин Гарсиа-Морено, который длительное время искал помещение для своей частной коллекции доколумбовых артефактов, собранных за почти полувековой период. При поддержке муниципалитета Сантьяго он получил в своё распоряжение здание, где музей и был открыт в декабре 1981 года.

## Экспонаты музея

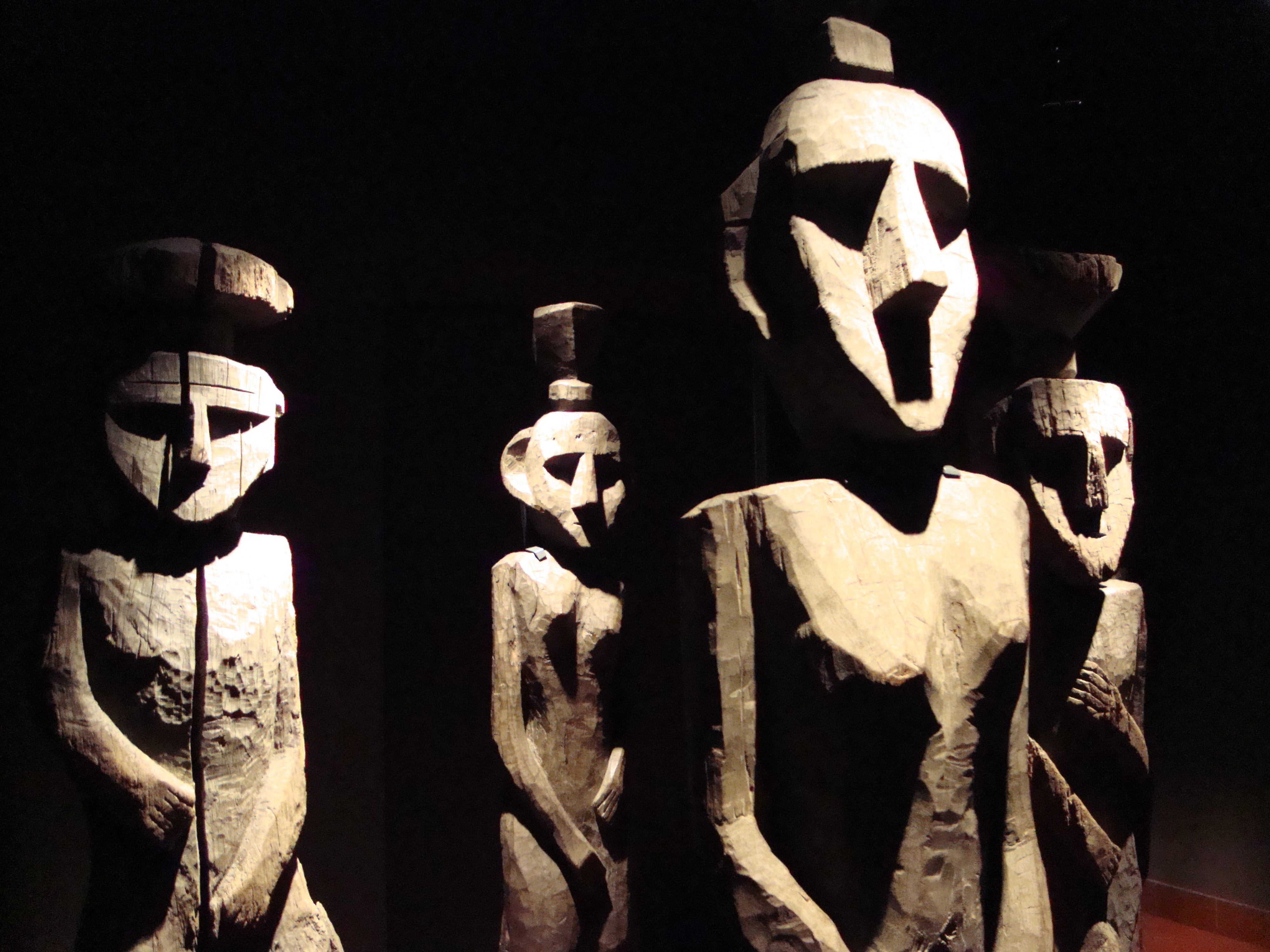
Скульптуры мапуче
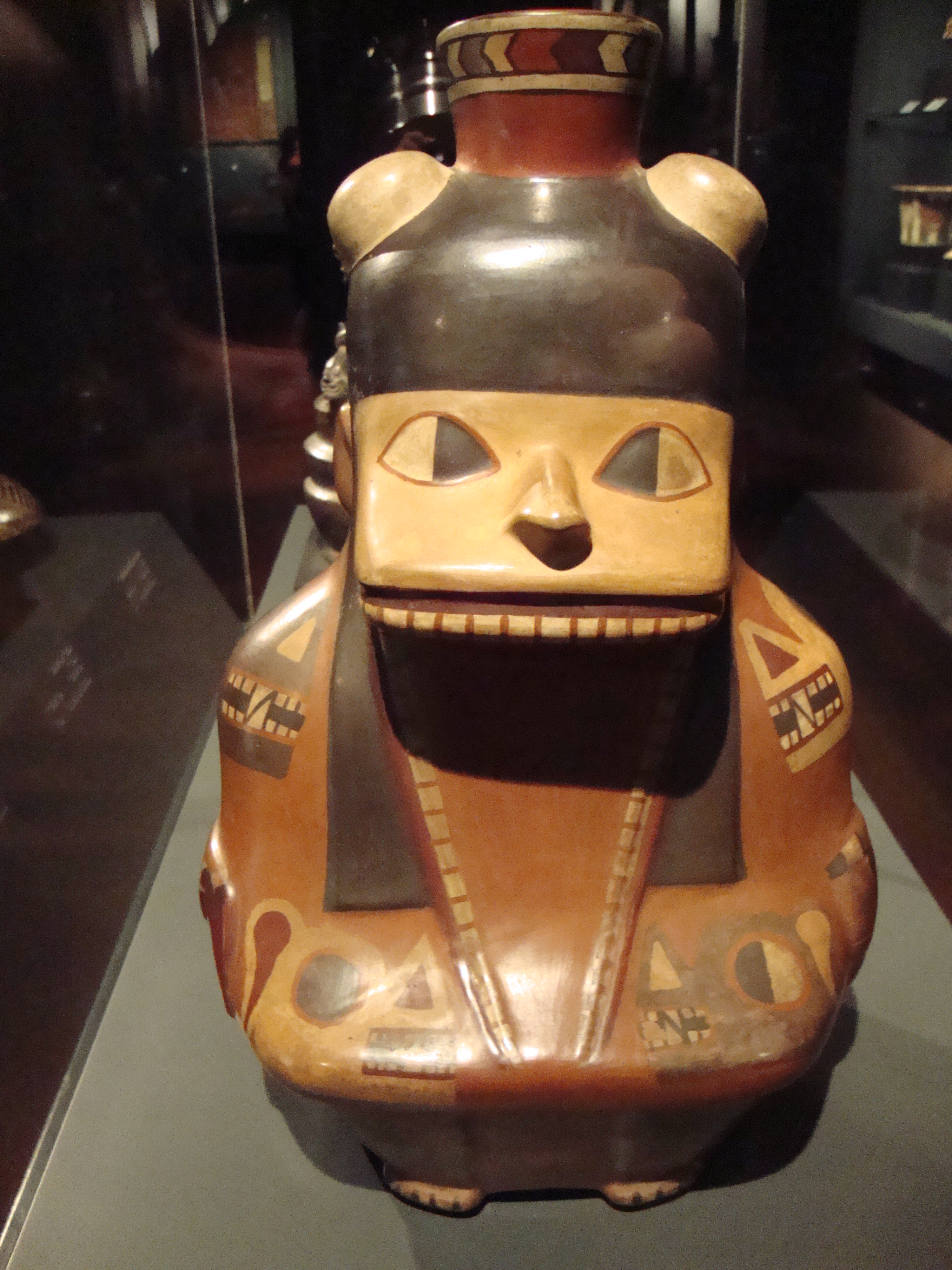
Керамический кувшин — эффигия
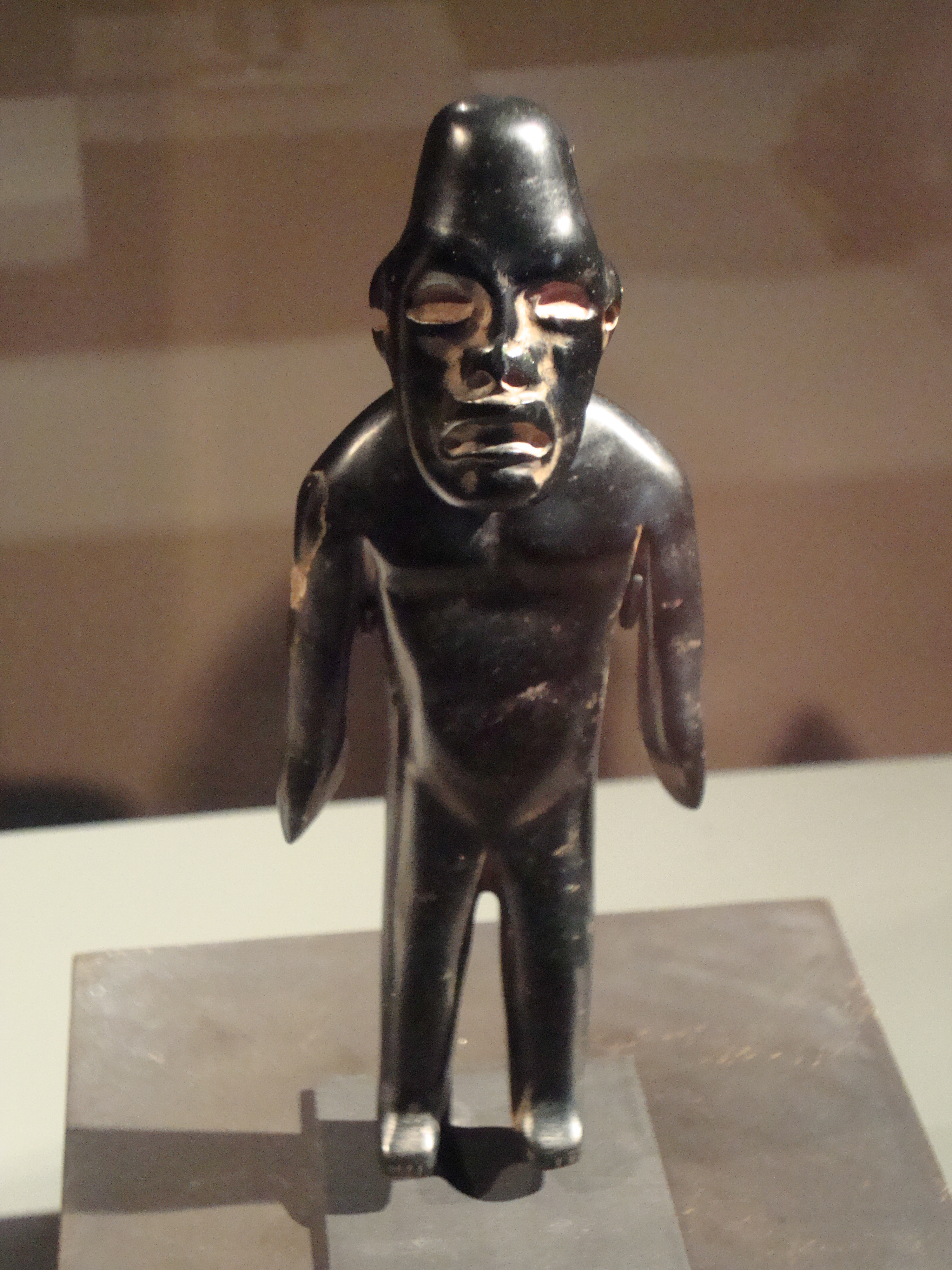
Небольшая скульптура мужчины
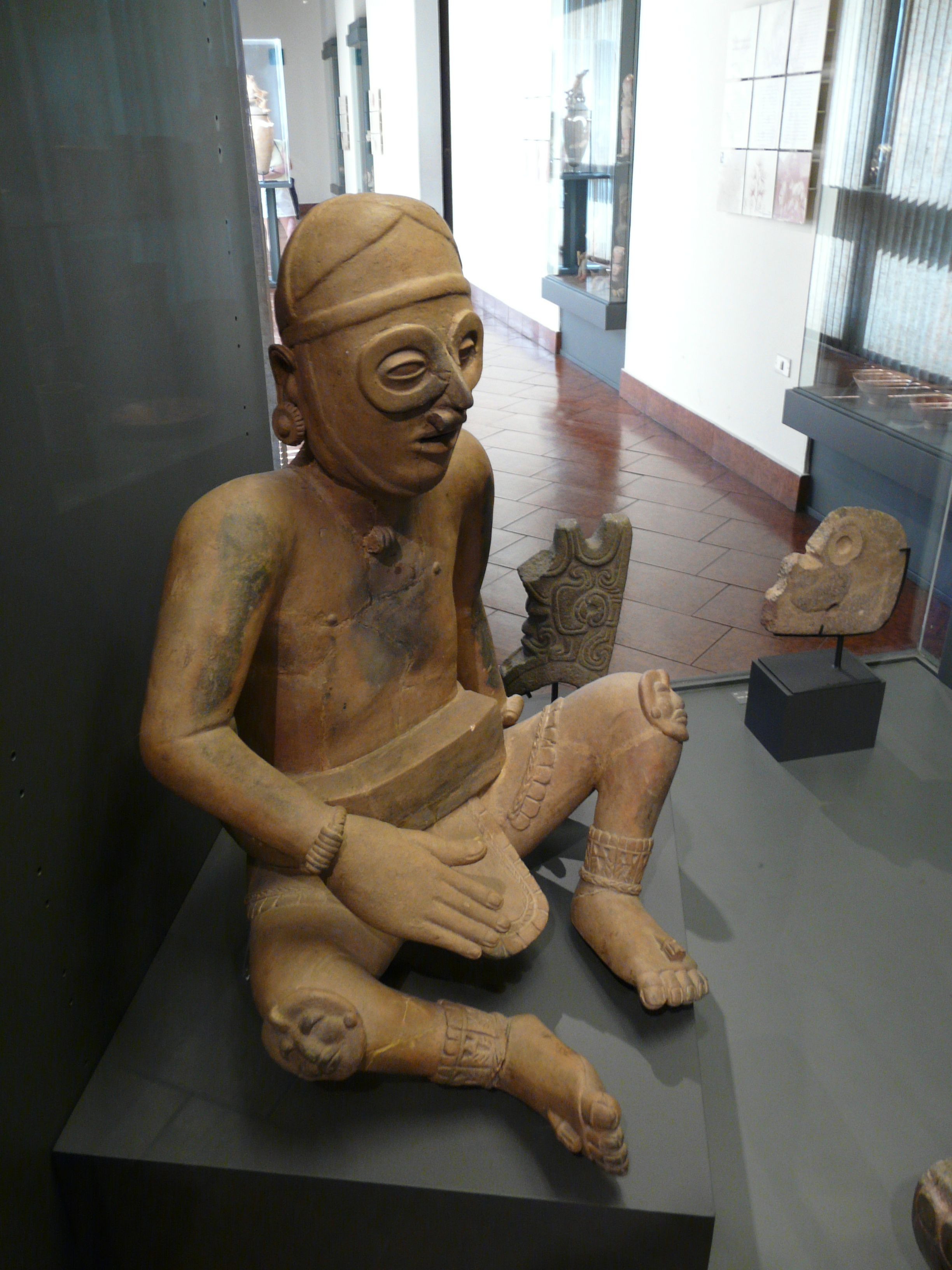
Керамическая скульптура игрока в мяч (Веракрус)
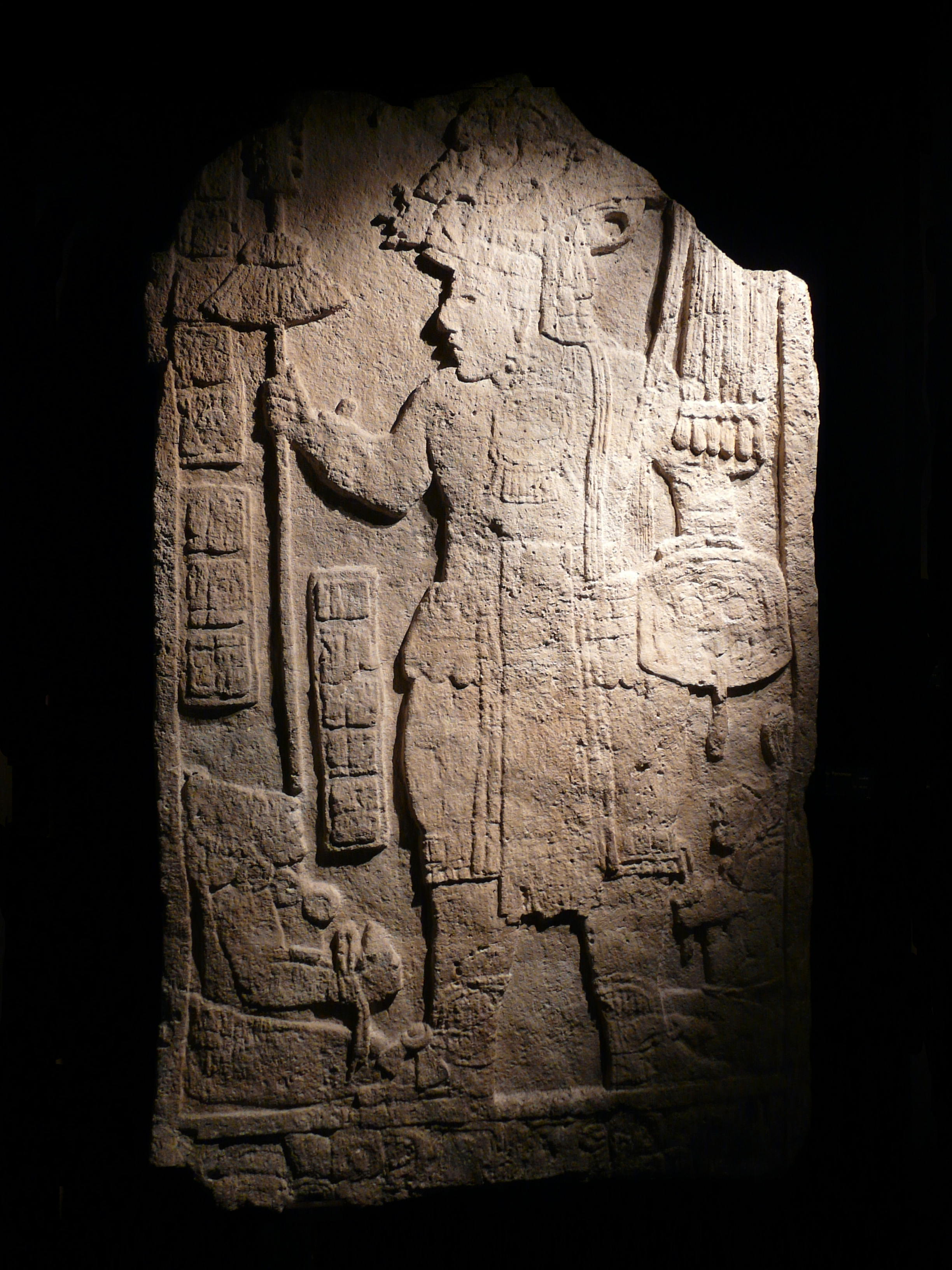
Стела майя (между 300-900 годами нашей эры)